# NGC 4645
NGC 4645 este o galaxie eliptică situată în constelația Centaurul. A fost descoperită în 8 iunie 1834 de către John Herschel. Se află la o distanță de 28,58 de megaparseci de Pământ.